# Benjamin Hoadly
Pour les articles homonymes, voir Hoadly.
Cet article concerne le théologien. Pour le médecin, voir Benjamin Hoadly (médecin).
Benjamin Hoadly est un théologien et controversiste anglais, né à Westerham (Kent) le 14 novembre 1676 et mort à Chelsea le 17 avril 1761. 

## Biographie
Il occupe successivement les sièges épiscopaux de Bangor, Hereford, Salisbury et Winchester. Partisan convaincu des whigs, il se signale par la virulence de ses attaques contre la doctrine anglicane de l'obéissance passive. Il a à ce sujet de vifs démêlés avec l'autorité ecclésiastique. Son sermon sur le texte de saint Jean (XVIII, 36), « mon royaume n'est pas de ce monde», est publié plus tard sous le titre : On the Nature of the Kingdom or Church of Christ, exaspère ses adversaires et donne naissance à la controverse Bangorienne. 
Hoadly est chapelain du roi George Ier, quand il prêche ce fameux sermon. Ses autres traités ont tous une tendance libérale. On cite notamment : The Origin and Institution of Civil Government Discussed (1709); Treatise on Sacrament (1735). 
Ami du philosophe spiritualiste Clarke, il publie une édition très soignée de ses œuvres. Les siennes propres ont été réunies par son fils (1773, 3 vol.). Il épouse Sarah Hoadly, portraitiste et Sarah Hoadly et Sarah Hoadly et ont cinq fils, deux mort-nés, ainsi que Samuel, Benjamin Hoadly (médecin) et John Hoadly (en), plus tard rédacteur de ses ouvrages.